# Diagnostica per immagini

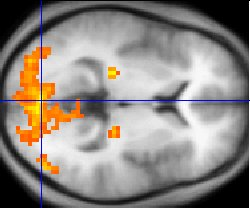
Imaging a risonanza magnetica di una sezione trasversale dell'encefalo.

Con i termini di imaging o imaging biomedico o diagnostica per immagini ci si riferisce al generico processo attraverso il quale è possibile osservare un'area di un organismo non visibile dall'esterno. La radiologia è la branca della medicina che principalmente si occupa di tutto ciò.

## Descrizione
L'imaging strutturale rivela l'anatomia del cervello, mentre l'imaging funzionale introducendo la dimensione tempo consente di osservare l'attività cerebrale di una persona mentre svolge un compito cognitivo.
Sono tecniche di imaging:
| Tecnica                                                               | Immagine |
| --------------------------------------------------------------------- | --- |
| ecografia                                                             | "Ecografia 3d" di un feto di 29 settimane |
| ecografia dinamica                                                    | |
| ecografia Doppler, anche nelle varianti Color Doppler e Power Doppler | Scansione duplex dell'arteria carotide comune |
| ecografia con mezzo di contrasto                                      | Ecografia renale con mezzo di contrasto che mostra un carcinoma. |
| radiografia                                                           | Radiografia di un cranio umano in laterale. |
| stratigrafia o tomografia                                             | Schema del funzionamento dello Stratigrafo assiale di Vallebona |
| tomografia computerizzata                                             | Esempi di immagini solitamente fornite da una TAC: in alto a sinistra la ricostruzione volumetrica, a destra il piano assiale, in basso i piani sagittale e frontale. |
| imaging a risonanza magnetica                                         | Immagine sagittale di un ginocchio ottenuta mediante risonanza magnetica                                                                                              |
| fluoroscopia                                                          | Un pasto baritato visto tramite fluoroscopia. |
| fluorangiografia                                                      | |
| angiografia                                                           | Angiogramma tramite radiografia con mezzo di contrasto radio-opaco iodato delle arterie coronarie del lato sinistro del cuore.                                        |
| linfografia o linfangiografia                                         | (A) La linfografia a raggi X a contrasto diretto prevede l'iniezione di un agente di contrasto a raggi X.                                                             |
| scialografia                                                          | Scialografia di un paziente con sospetta Sindrome di Sjögren |
| mammografia                                                           | Una immagine ottenuta dall'indagine mammografica (mammogramma). La freccia indica una piccola lesione cancerosa.                                                      |
| scintigrafia                                                          | Scintigrafia ossea, dove si è rilevato una lesione al margine destro inferiore dell'orbita oculare.                                                                   |
| tomografia ad emissione di positroni                                  | Vasculite dei grossi vasi rilevata con la FDG PET |
| tomografia ad emissione di fotone singolo                             | Sinogramma SPECT |

Oltre ad avere importanza fondamentale nella diagnostica, attraverso queste tecniche di imaging si possono anche effettuare terapie come nel caso della radiologia interventistica.
Storicamente, alcune tecniche diagnostiche di immagine, come l'ecografia e l'imaging a risonanza magnetica, pur non essendo ottenute tramite l'emissione di radiazioni ionizzanti, fanno parte in ogni caso del corpus radiologico e sono tuttora entrambe insegnate durante il corso di Specialità in Radiodiagnostica.
Per la scintigrafia, tomografia ad emissione di positroni e la tomografia ad emissione di fotone singolo occorre invece il diploma di specialità in Medicina nucleare.

## Radiomica
Le immagini medicali digitalizzate contengono una enorme quantità di dati numerici che la semplice osservazione visiva, la cosiddetta analisi qualitativa, non riesce a elaborare. Delle informazioni contenute in una immagine medica digitale, l'analisi visiva riesce a estrarne solo una piccola parte. Se queste immagini vengono elaborate e analizzate attraverso complessi algoritmi matematici, è possibile ottenere dati quantitativi oggettivi, in grado di fornire informazioni sui sottostanti fenomeni fisiopatologici, inaccessibili alla semplice analisi visiva.

## Galleria d'immagini

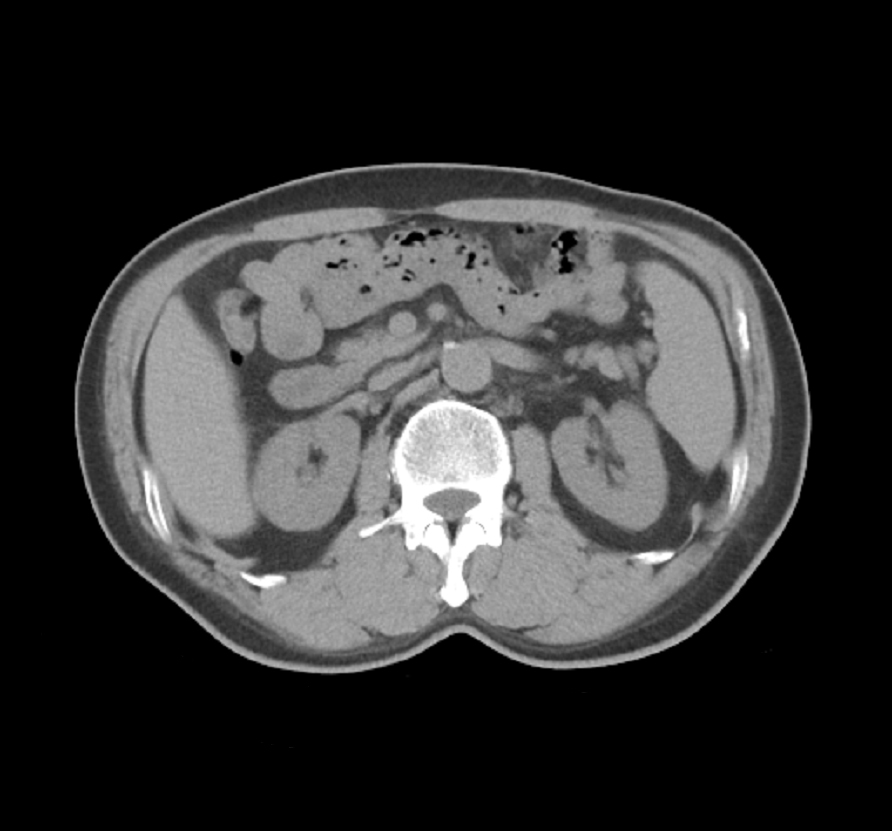
Un fotogramma di una TAC del torace.
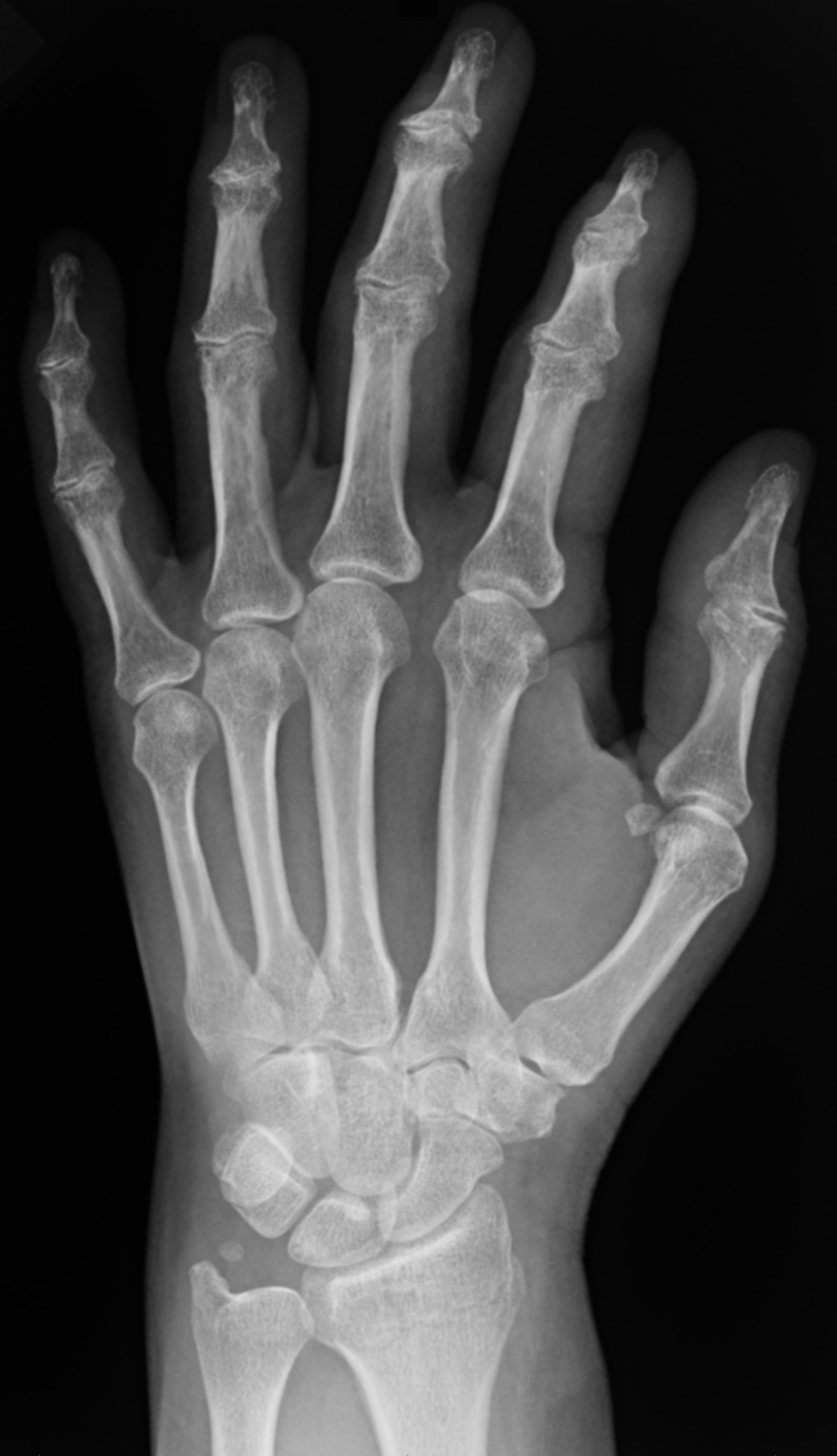
Radiografia normale del polso e della mano.
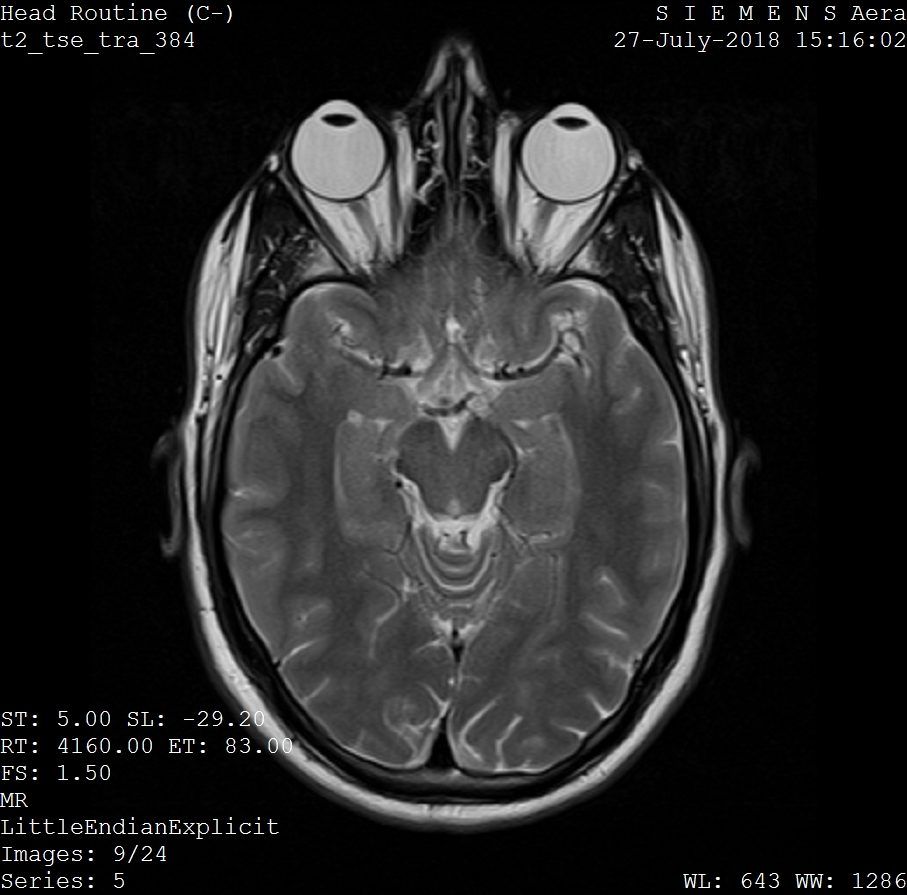
Un fotogramma di una risonanza magnetica della testa che mostra gli occhi e il cervello.
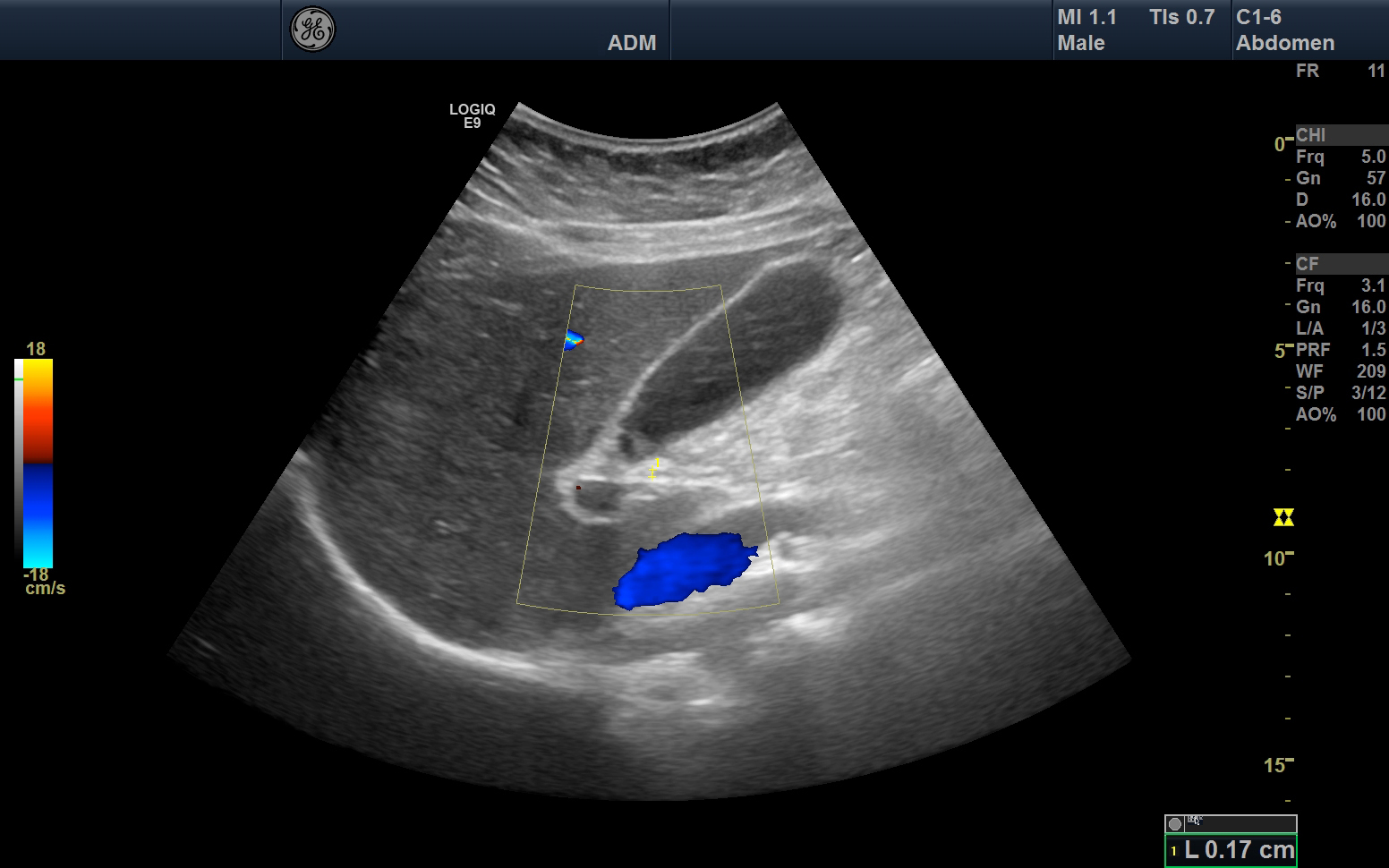
Immagine ecografica che mostra il fegato, la cistifellea e il dotto biliare comune.
La tomografia computerizzata conferisce una dose di radiazioni al feto in via di sviluppo.
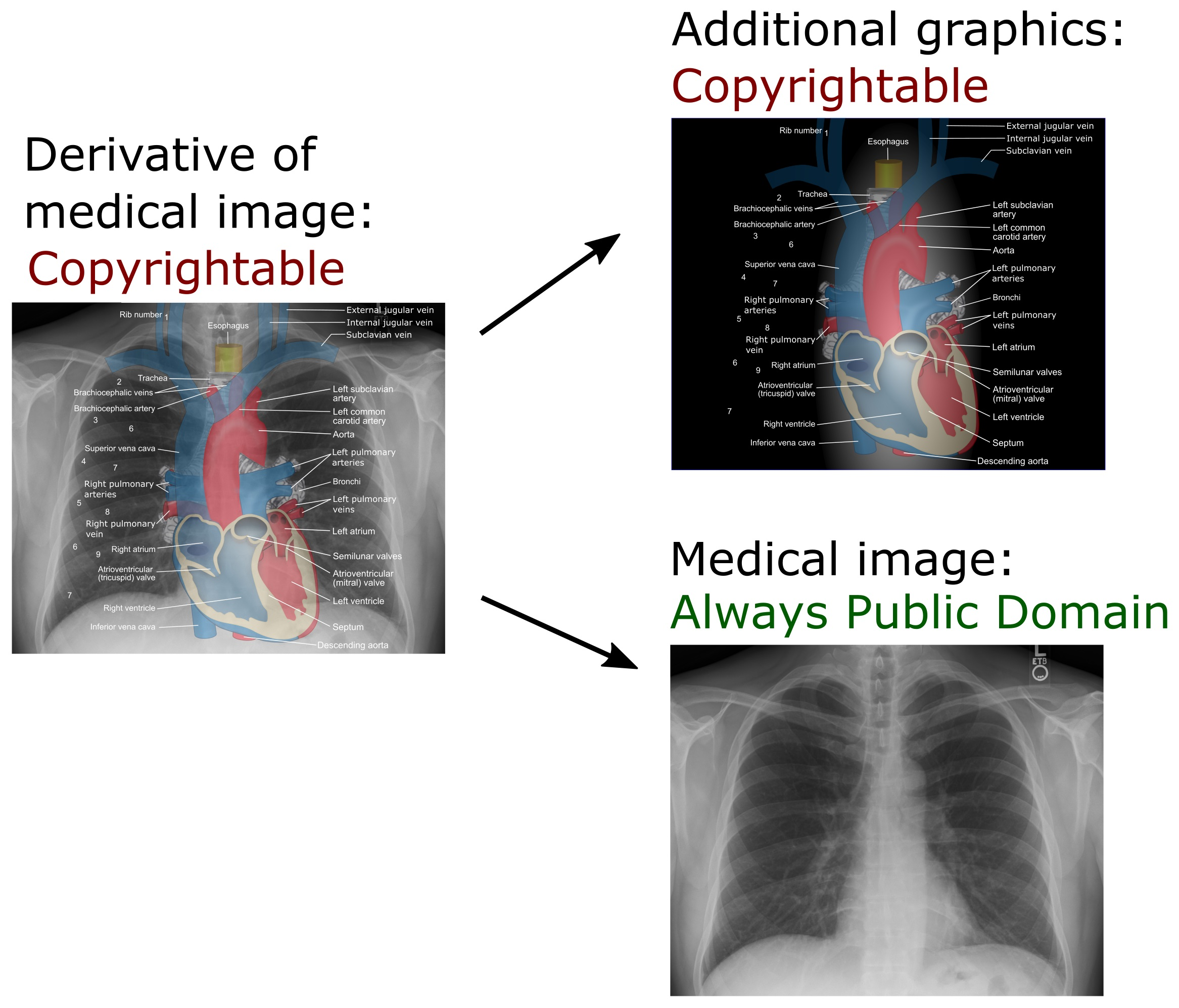
In un derivato di un'immagine medica creata negli Stati Uniti, annotazioni e spiegazioni aggiunte possono essere protette da copyright, ma l'immagine medica stessa rimane di dominio pubblico.